# Сідні Пікрем
Сідні Пікрем (англ. Sydney Pickrem, 21 травня 1997) — канадська плавчиня.
Учасниця Олімпійських Ігор 2016, 2020 років.
Призерка Чемпіонату світу з водних видів спорту 2017, 2019 років.
Призерка Пантихоокеанського чемпіонату з плавання 2018 року.
Призерка Панамериканських ігор 2015 року.
Призерка Чемпіонату світу з плавання серед юніорів 2013 року.